# Grenville (Grenade)
Pour les articles homonymes, voir Grenville.
Grenville est une ville située sur la côte est de l'île haute volcanique de Grenade, chef-lieu de Saint Andrew. La population de Grenville est estimée a 2 476 habitants en 2004. Cette ville est peuplée par une communauté de pêcheurs situés au bord de son littoral. 